# Krasino (Bułgaria)
Krasino (bułg. Красино) – wieś w Bułgarii, w obwodzie Kyrdżali, w gminie Krumowgrad. W 2024 roku liczyła 88 mieszkańców.